# Hessenbergova matrika
Hessenbergova matrika (oznaka {\displaystyle H\,}) je kvadratna matrika, ki ima elemente pod ali nad  prvo stransko diagonalo enake 0. 
Imenuje se po nemškem matematiku Karlu Hessenbergu (1904–1959).
Hessenbergova matrika je lahko:
- zgornja Hessenbergova matrika, ki ima ničelne elemente pod prvo stransko diagonalo
- spodnja Hessenbergova matrika, ki ima ničelne elemente nad prvo stransko diagonalo

## Zgledi
Zgornja Hessenbergova matrika:
{\displaystyle {\begin{bmatrix}1&4&2&3\\3&4&1&7\\0&2&3&4\\0&0&1&3\\\end{bmatrix}}}
Spodnja Hessenbergova matrika:
{\displaystyle {\begin{bmatrix}1&2&0&0\\5&2&3&0\\3&4&3&7\\5&6&1&1\\\end{bmatrix}}}.
Splošna oblika zgornje Hessenbergove matrike je:
{\displaystyle H={\begin{bmatrix}h_{11}&h_{12}&h_{13}&\cdots &h_{1n}\\h_{21}&h_{22}&h_{23}&\cdots &h_{2n}\\0&h_{32}&h_{33}&\cdots &h_{3n}\\\vdots &\ddots &\ddots &\ddots &\vdots \\0&\cdots &0&h_{nn-1}&h_{nn}\end{bmatrix}}}.
Splošna oblika spodnje Hessenbergove matrike je:
{\displaystyle H={\begin{bmatrix}h_{11}&h_{12}&0&\cdots &0\\h_{21}&h_{22}&h_{23}&\cdots &0\\h_{31}&h_{32}&h_{33}&\cdots &h_{3n}\\\vdots &\ddots &\ddots &\ddots &\vdots \\h_{n1}&\cdots &h_{n3}&h_{nn-1}&h_{nn}\end{bmatrix}}}

## Značilnosti
- zgornjo in spodnjo Hessenbergovo matriko se prišteva med tridiagonalne matrike.
- zmnožek Hessenbergove matrike s trikotno matriko je Hessenbergova matrika ali bolj natančno, če je {\displaystyle A\,} zgornja Hessenbergova matrika in je {\displaystyle T\,} zgornja trikotna matrika, potem sta {\displaystyle AT\,} in {\displaystyle TA\,} tudi zgornji Hessenbergovi matriki.